# Roko Farkaš
Roko Farkaš (* 11. Februar 2005) ist ein kroatischer Leichtathlet, der im Sprint und im Weitsprung sowie im Zehnkampf an den Start geht.

## Sportliche Laufbahn
Erste Erfahrungen bei internationalen Meisterschaften sammelte Roko Farkaš im Jahr 2021, als er bei den U20-Balkan-Hallenmeisterschaften in Sofia mit 7,11 m die Silbermedaille im Weitsprung gewann. Im Jahr darauf belegte er bei den U20-Balkan-Hallenmeisterschaften in Belgrad in 6,98 s den achten Platz im 60-Meter-Lauf und gewann in 3:18,56 min die Silbermedaille mit der kroatischen 4-mal-400-Meter-Staffel. Im Juni siegte er in 10,43 s im 100-Meter-Lauf bei den U18-Balkan-Meisterschaften in Bar und siegte in 42,03 s mit der 4-mal-100-Meter-Staffel. Anschließend gelangte er bei den U18-Europameisterschaften in Jerusalem mit 6979 Punkten den elften Platz im Zehnkampf und klassierte sich über 100 Meter mit 10,47 s auf dem fünften Platz. Im Juli siegte er in 21,71 s im 200-Meter-Lauf bei den U20-Balkan-Meisterschaften in Denizli und siegte in 3:16,99 min mit der 4-mal-400-Meter-Staffel. Anschließend schied er bei den U20-Weltmeisterschaften in Cali mit 21,30 s im Halbfinale über 200 Meter aus. 2023 belegte er bei den U23-Mittelmeer-Hallenmeisterschaften in Valencia in 6,88 s den siebten Platz über 60 Meter und im Juli belegte er bei den Balkan-Meisterschaften in Kraljevo in 21,07 s den sechsten Platz über 200 Meter. Im August wurde er bei den U20-Europameisterschaften in Jerusalem mit 7220 Punkten 18. im Zehnkampf. Im Jahr darauf siegte er in 6,71 s über 60 Meter bei den U20-Balkan-Hallenmeisterschaften in Belgrad und anschließend belegte er bei den Balkan-Hallenmeisterschaften in Istanbul in 6,83 s den siebten Platz. Zudem gewann er mit der 4-mal-400-Meter-Staffel in 3:23,69 min die Silbermedaille hinter dem türkischen Team. Im Mai siegte er in 20,89 s über 200 Meter bei den U23-Mittelmeer-Meisterschaften in Ismailia. Kurz darauf belegte er bei den Balkan-Meisterschaften in Izmir in 21,39 s den vierten Platz über 200 Meter. Im Juni schied er bei den Europameisterschaften in Rom mit 20,95 s im Semifinale über 200 Meter aus, nachdem er im Vorlauf mit 20,70 s einen neuen kroatischen Landesrekord aufgestellt hatte. Im August siegte er bei den U20-Weltmeisterschaften in Lima mit windunterstützten 8,17 m im Weitsprung.
2025 verpasste er bei den Halleneuropameisterschaften in Apeldoorn mit 7,70 m den Finaleinzug im Weitsprung. Im Juli beendete er seinen Wettkampf bei den U23-Europameisterschaften in Bergen nach 0 Punkten im Stabhochsprung vorzeitig.
In den Jahren 2022 und 2023 wurde Farkaš kroatischer Meister im 100-Meter-Lauf sowie 2023 auch über 200 Meter und in der 4-mal-100-Meter-Staffel. 2024 wurde er Hallenmeister im 400-Meter-Lauf und 2025 im Siebenkampf.

## Persönliche Bestleistungen
- 100 Meter: 10,44 s (+0,2 m/s), 4. Juni 2022 in Karlovac (kroatischer U18-Rekord)
  - 60 Meter (Halle): 6,71 s, 4. Februar 2024 in Belgrad
- 200 Meter: 20,67 s (−0,6 m/s), 8. September 2024 in Zagreb (kroatischer Rekord)
  - 200 Meter (Halle): 21,09 s, 30. Januar 2024 in Ostrava (kroatischer Rekord)
- 400 Meter: 47,57 s, 17. Februar 2024 in Zagreb
- Weitsprung: 8,15 m (+0,6 m/s), 29. August 2024 in Lima (kroatischer U20-Rekord)
- Zehnkampf: 7841 Punkte, 22. Juni 2025 in Budapest (kroatischer Rekord)
- Zehnkampf (U20): 7300 Punkte, 18. Mai 2023 in Naxos (kroatischer U20-Rekord)
- Zehnkampf (U18): 7120 Punkte, 8. Mai 2022 in Varaždin (kroatischer U18-Rekord)
  - Siebenkampf (Halle): 5713 Punkte, 9. Februar 2025 in Zagreb (kroatischer Rekord)